# Banua Wuhu
Der Banua Wuhu ist ein unterseeischer Vulkan westlich der Insel Mahengetang in der indonesischen Kette der Sangihe-Inseln. Sein Gipfel liegt 5 Meter unter der Wasseroberfläche, ragt jedoch 400 Meter vom Meeresgrund auf.
Vom 23. bis 26. April 1835 bildete sich auf Grund von Ausbrüchen eine bis zu 90 Meter hohe Insel, welche jedoch bis 1848 annähernd komplett vom Meer erodiert wurde. Bei Eruptionen vom 6. bis 9. September 1889 bildete sich wiederum eine Insel, die bis 1894 eine Höhe von 50 Metern erreichte und bei Ausbrüchen vom 17. bis 18. April sowie 27. August 1904 bildeten sich 5 Krater. Eine weitere Insel, die sich vom 18. Juli 1918 bis Dezember 1919 bildete, verschwand bis 1935 wieder komplett. Bei einer Eruption im April 1919 gingen Felsbrocken und glühende Asche auf der Insel Mahengetang nieder und setzten dort Häuser in Brand. Die Bewohner Mahengetangs hatten zeitweise die Insel verlassen.
Historische Aufzeichnungen belegen einen weiteren Ausbruch von Juli bis Dezember 1895.